# Elecciones generales de San Vicente y las Granadinas de 1954
Elecciones generales tuvieron lugar en San Vicente y las Granadinas en 1954. La mayoría de los escaños fueron obtenidos por candidatos independientes. La participación electoral fue de 59,8%.

## Resultados
| Partido                             | Votos  | %    | Escaños | +/–   |
| ----------------------------------- | ------ | ---- | ------- | ----- |
| Partido Político del Pueblo         | 6 301  | 40,3 | 3       | Nuevo |
| Independientes                      | 9 399  | 59,7 | 5       | +5    |
| Votos en blanco/nulos               | 1 825  | –    | –       | –     |
| Total                               | 17 465 | 100  | 8       | 0     |
| Electores registrados/participación | 29 188 | 59,8 | –       | –     |
| Fuente: Nohlen                      |        |      |         |       |